# Edmund C. Tarbell

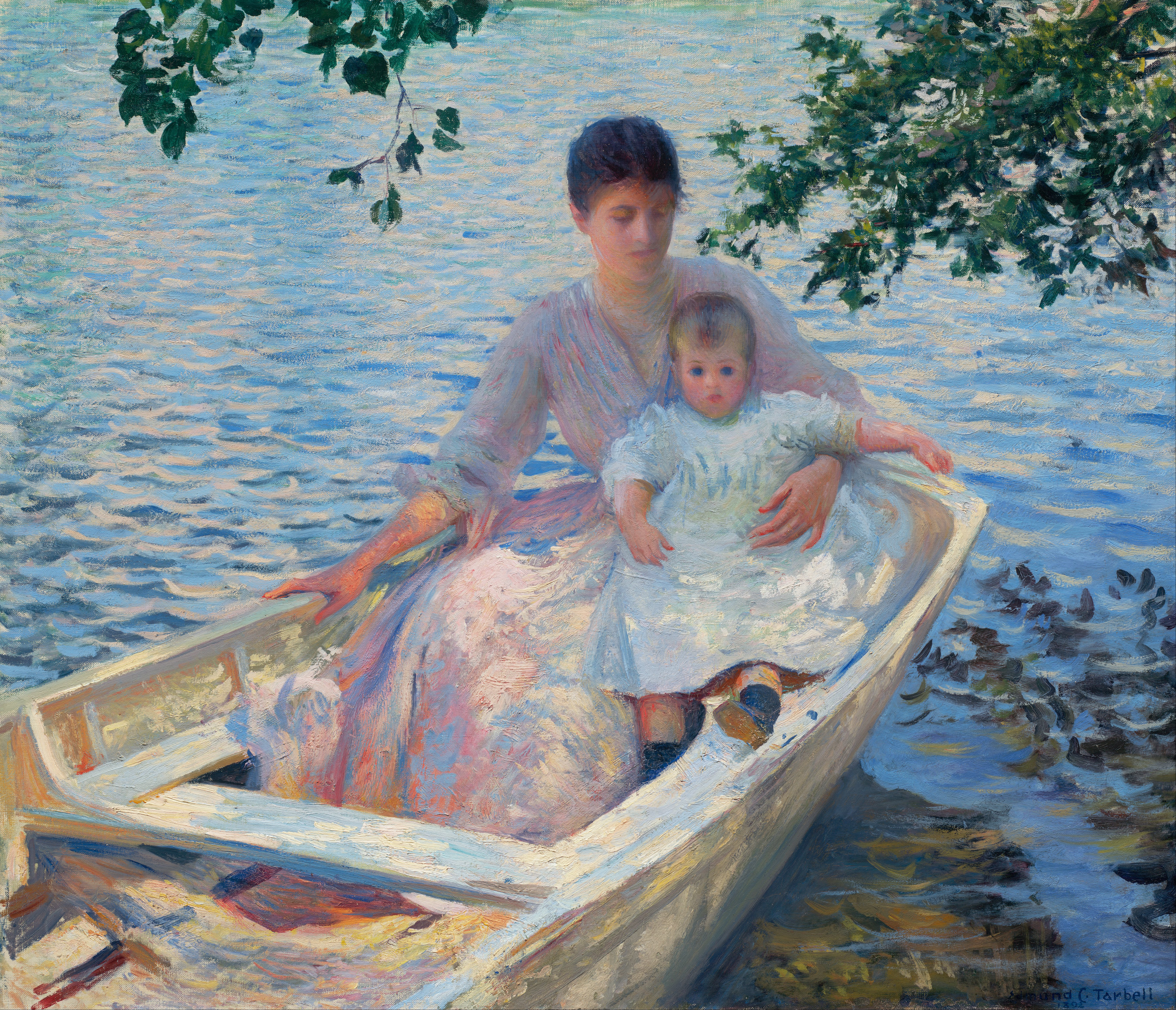
Mother and Child in a Boat, 1892. Museum of Fine Arts Boston

Edmund Charles Tarbell (* 26. April 1862 in West Groton, Massachusetts; † 1. August 1938 in New Castle, New Hampshire) war ein US-amerikanischer Maler und führendes Mitglied der Künstlergruppe Ten American Painters. Er gilt als bedeutender Vertreter des amerikanischen Impressionismus und der Boston School.

## Leben

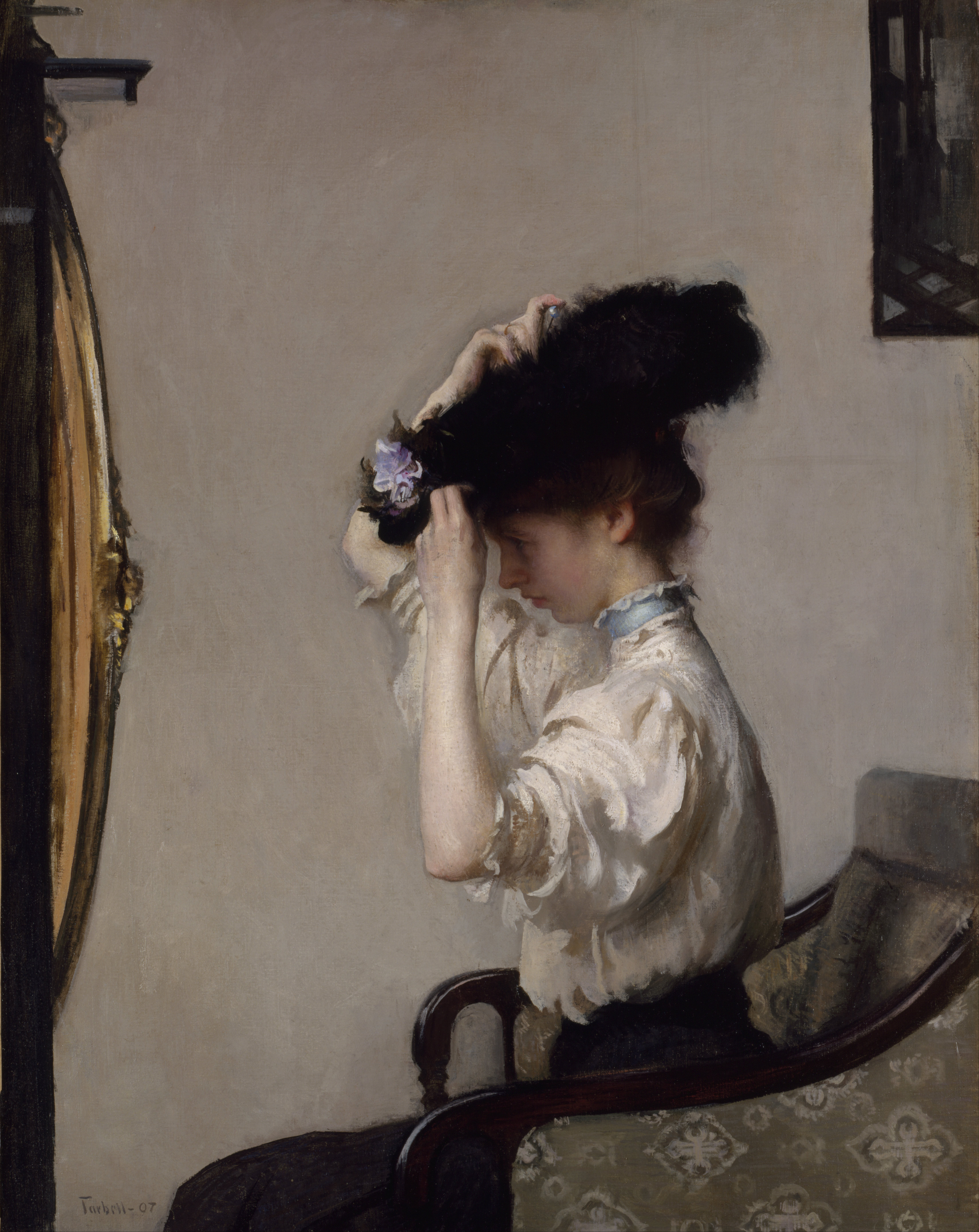
Preparing for the Matinee, 1907. Indianapolis Museum of Art

Edmund Tarbell wurde in West Groton, Massachusetts, geboren. Als er nach Boston kam, war er erst 15 Jahre alt. Nach dem Tod seines Vaters und der Wiederverheiratung seiner Mutter wurde er zu seinen Großeltern geschickt. Er arbeitete als Assistent in der Lithografie-Firma Forbes und studierte dann an der Boston Museum of Fine Arts School bei Otto Grundman, Frank Benson und Robert Reid und setzte seine Ausbildung ab 1883 an der Académie Julian in Paris bei Gustave Boulanger und Jules-Joseph Lefebvre fort. Dort kam er mit dem französischen Impressionismus in Berührung, der seinen späteren Stil entscheidend beeinflusste.
Nach seiner Rückkehr in die USA 1886 begann Edmund Tarbell eine Karriere als Porträtmaler und Kunstlehrer. 1889 wurde er Nachfolger seines früheren Mentors Otto Grundmann an der School of the Museum of Fine Arts in Boston, wo er bis 1912 unterrichtete. Seine Schüler wurden unter dem Namen „The Tarbellites“ bekannt. 1918 wurde er Direktor der Kunstschule der Corcoran Gallery of Art in Washington, D.C., eine Position, die er bis 1926 innehatte. 1925 kehrte er als Vorsitzender des Beratungsausschusses an die Boston Museum School zurück. 1927 wurde Tarbell in die American Academy of Arts and Sciences gewählt.
Edmund Tarbell war mit Emeline Arnold Souther verheiratet und hatte vier Kinder. Die Familie verbrachte ihre Sommer in New Castle, New Hampshire, wo Tarbell ein Haus besaß und ein Studio mit Blick auf den Piscataqua River errichtete.

## Werk

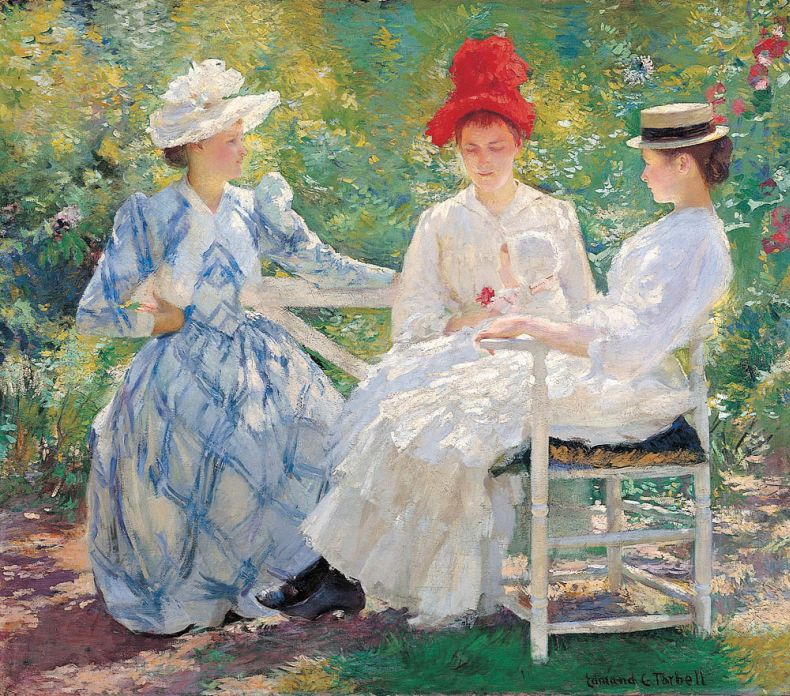
Three Sisters – A Study in June Sunlight, 1890. Milwaukee Art Museum, Wisconsin

Edmund Tarbell ist bekannt für seine impressionistischen Darstellungen von Figuren in Interieurs und Landschaften. Seine frühen Werke zeigen häufig Frauen in eleganten, häuslichen Szenen, die von Künstlern wie Jan Vermeer beeinflusst sind. Später schuf er auch Porträts prominenter Persönlichkeiten, darunter die US-Präsidenten Woodrow Wilson, Calvin Coolidge und Herbert Hoover. Edmund Tarbells Werke zeichnen sich durch eine feine Beobachtungsgabe, subtile Farbnuancen und eine meisterhafte Beherrschung des Lichts aus. Er verband impressionistische Techniken mit traditionellen Kompositionen und trug so zur Entwicklung eines unverwechselbaren amerikanischen Stils bei.